# موریس اودان
موریس اودان (فرانسوی: Maurice Audin‎)؛ (زاده ۱۴ فوریه ۱۹۳۲ - پس از ۱۱ ژوئن ۱۹۵۷ ناپدید شد) دستیار ریاضیات در دانشگاه الجزیره و یکی از اعضای حزب کمونیست الجزایر بود که در فعالیتهای ضد استعماری شرکت داشت، و یکی از افرادی بود که در جریان نبرد الجزایر ناپدید گردید. در مرکز شهر الجزیره، تقاطع خیابانهای مجاور دانشگاه بنام محله موریس اودان خوانده می‌شود، در اینجا اسامی چند تن از قهرمان انقلاب الجزایر نیز به چشم می‌خورد.

## سرگذشت اودان
جرج هادجادی در زیر شکنجه و تهدید به اینکه همسرش مورد تجاوز قرار خواهد گرفت، تسلیم شد و اودان را لو داد. اودان توسط سروان دویس در روز ۱۱ ژوئن ۱۹۵۷ در خانه‌اش بازداشت شد و برای باز جوئی به ویلایی در نزدیکی شهر آبیار (الجزایر عاصمه) منتقل شد. در آپارتمان اودان و خانواده هانری الگ مدیر روزنامه الجزیره جمهوری خواه دام کار گذاشته شد و روز بعد هم هانری دستگیر گردید. آخرین باری که اودان دیده شد توسط هانری الگ یک روز بعد از بازداشت او بود. او می‌گوید او را با اودان روبرو کردند درحالیکه اودان به سختی شکنجه و گیج شده بود و برای اینکه هانری را بترسانند، از اودان خواستند که به هانری بگوید شکنجه چگونه است، که اودان می‌گوید شکنجه سخت است. امانوئل مکرون، رئیس‌جمهور فرانسه، در سخنانی کم سابقه گفت موریس اودن یا تا حد مرگ شکنجه شده بود، یا آن که پس از شکنجه اعدام شد. هانری الگ در کتابی که بعداً بنام پرسش منتشر کرد نوشته‌است که در زندان متوجه شد که یک زندانی را بیرون کشیدند و تیرباران کردند که بنظرش اودان بوده‌است. بر طبق آنچه پیر ویدال ناکت استاد متخصص در تاریخ الجزایر در اولین نشریه بنام سرگذشت اودان نوشته‌است، موریس اودان در روز ۲۱ ژوئن ۱۹۵۷ در زیر شکنجه بازجویان کشته شد. در نوامبر سال ۱۹۶۰ شخصی بنام شاربُنیه (Charbonnier) برای پیر ویدال ناکت تعریف کرد که او خود موریس اودان را خفه و در گورستان دفن کرده است.

## اقدامات خانواده
همسر اودان و سه فرزندش هرگز خبر بیشتری از او نشنیدند. کمیته‌ای بنام کمیته اودان تشکیل شد و این کمیته افکار عمومی را علیه شکنجه در الجزایر برانگیخت. بعد از شکایت همسر اودان یک پرونده تحقیق قضائی تشکیل شد. این پرونده در آوریل ۱۹۶۲ به دلیل نبودن شواهد بسته شد. بعد از بسته شدن پرونده وکلای خانم اودان از دادگاه عالی تجدید نظر درخواست رسیدگی کردند. این درخواست نیز در سال ۱۹۶۶ رد شد. خانم اودان در سال ۲۰۰۱ یک شکایت جدیدی را منتشر کرد و قتل همسرش را جنایت علیه بشریت اعلام کرد. ۵۰ سال بعد از مرگ اودان در سال ۲۰۰۷ خانم اودان نامه‌ای به نیکلا سارکوزی رئیس‌جمهور انتخاب شده فرانسه نوشت و از او درخواست کرد علت ناپدید شدن شوهرش را روشن کند و آنرا مسئولیت خود بداند. در ماه ژانویه سال ۲۰۰۹ میشل اودان دختر موریس اودان که یک ریاضی‌دان بود از قبول مدال لژیون دونور که به او تعلق گرفته بود در ملأعام خودداری کرد، و علت آن را امتناع دولت فرانسه از پاسخ به نامه درخواست مادرش عنوان کرد.